# Sanchezia xantha
Sanchezia xantha är en akantusväxtart som beskrevs av Emery Clarence Leonard och L. B. Smith. Sanchezia xantha ingår i släktet Sanchezia och familjen akantusväxter. Inga underarter finns listade i Catalogue of Life.